# Tyranneau à croupion fauve
Tyranniscus uropygialis
Espèce
Statut de conservation UICN

 LC  : Préoccupation mineure
Le Tyranneau à croupion fauve (Tyranniscus uropygialis) est une espèce de passereau de la famille des Tyrannidae,.

## Distribution
Cet oiseau vit dans les Andes, en Colombie et de l'ouest du Venezuela à l'ouest de la Bolivie (vers le sud jusqu'au département de Tarija),,.